# Ulrich von Hutten
Ulrich von Hutten (Steckelbergi vár, 1488. április 21. – Ufenau, 1523. szeptember 1.) a németországi humanizmus egyik képviselője és a reformáció egyik úttörője.

## Élete
A fuldai zárdából, ahol nevelkedett, 16 éves korában megszökött. Az erfurti, kölni, odera-frankfurti egyetemeken humanisztikus tanulmányokkal foglalkozott, majd atyja kívánságára a paviai és bolognai egyetemekre ment a jogtudományt tanulni (1512). Itt töltött egyetemi évei alatt már ismertté vált, mint több gúnyoros tartalmú költemény szerzője, mégis a császár seregében kellett közvitézként szolgálnia. 
1517-ben visszatért Németországba, számos gyalázó és gúnyoló iratot adott ki Ulrik, württembergi herceg ellen, aki Hutten testvérét kivégeztette; hű bajtársa lett Johannes Reuchlinnak Jakob van Hoogstraten és a kölni Domokos-szerzetesek ellen vívott harcában. 
Társszerzője volt az Epistolae obscurorum virorum című maró gúnyiratnak, a Trinitas romana című írásában pedig élesen kikelt a német nemzetnek a Római Kúria által való elnyomatása ellen és buzdította honfitársait a Luther által indított mozgalomhoz való csatlakozásra. Franz von Sickingen grófhoz csatlakozott, ennek a birodalom fejedelmei ellen indított harci vállalatát hathatósan támogatta (1522), de annak bukása után menekülni kellett neki is és a Zürichi-tó egyik szigetén szegényen, a szabadság diadalába vetett reményén kívül, mindenkitől elhagyatva halt meg.
Sickingennel együtt szobrot emeltek neki. Műveit kiadta Bücking (7 kötet), költeményeit Münch, dialógusait David Strauss (ném. ford.). Életrajzát megírták: David Friedrich Strauß (2. kiad. 1871); H. Putz (neuer Plutarch IV. 1876); Szamatólski, Hutten's deutsche Schriften (1891).

## Magyarul
- Hutten Ulrik: A világszemlélők; ford., bev., jegyz. Oppel Jenő; Sauter Ny., Késmárk, 1904